# 江源东站
江源东站（工程名湾沟北站）位于中华人民共和国吉林省白山市江源区湾沟镇，是沈白高速铁路上的一座车站，预计2025年9月随沈白高速铁路开通而启用，车站规模为2台4线。

## 历史
2022年10月1日，江源东站站场正式开工建设。